# Włocławek (stacja kolejowa)
Włocławek – stacja kolejowa we Włocławku, w województwie kujawsko-pomorskim, w Polsce. Zatrzymują się tu wszystkie pociągi osobowe; TLK oraz IC. Według klasyfikacji PKP ma kategorię dworca wojewódzkiego.

## Ruch pasażerski
| Rok  | Wymiana roczna | Wymiana pasażerska na dobę | Miejsce w Polsce |
| ---- | -------------- | -------------------------- | ---------------- |
| 2017 | 803 000        | 2200                       |                  |
| 2018 | 876 000        | 2400                       |                  |
| 2019 | 949 000        | 2600                       |                  |
| 2020 | 550 000        | 1500                       |                  |
| 2021 | 548 000        | 1500                       |                  |
| 2022 |                | 2300                       |                  |

## Historia

### Dworzec XIX-wieczny i parowozowa infrastruktura
Pierwszy dworzec oddano do użytku w 1862 roku, wraz z magazynem i remizą kolejową. Magazyn i remizę zburzono w 1914, a dworzec w 1969 lub 1971 roku. Jeden z ostatnich XIX-wiecznych budynków przydworcowych wyburzono w 2017 roku, formalnie nie był zabytkiem, w okresie PRL-u służył za siedzibę posterunku Milicji Obywatelskiej, a później Straży Ochrony Kolei.
W pobliżu dworca usytuowana jest wieża ciśnień, zbudowana w 1908 roku, oznaczona adresem Okrzei 67a w Gminnej Ewidencji Zabytków Miasta Włocławek, nie jest jednak wpisana do rejestru zabytków. Na peronach stoją dwa żurawie wodne Nowa Sól.

### Dworzec PRL-owski i zmiany w jego otoczeniu
Modernistyczny dworzec oddano do użytku w 1974 roku. W ramach inwestycji wybudowano również dwa perony, kładkę nadziemną i przejście podziemne, prowadzące z budynku głównego do peronu II i w kierunku centrum miasta (pod drogą krajową nr 91).
W latach 2003–2004 przedłużono przejście podziemne w kierunku południowym, tworząc dodatkowe wyjście na osiedlu Kokoszka, a obok niego parking (zbudowano go kosztem dwóch peronów towarowych i wyjazdu ze strefy manewrowej w kierunku Kutna). Rozebrano kładkę nadziemną.
W 2013 roku pojawił się pomysł na przejęcie niszczejącego dworca przez samorząd województwa kujawsko-pomorskiego.
W 2020 roku miasto przeprowadziło przetarg na budowę centrum przesiadkowego obok dworca PKP, powstały m.in. nowa jezdnia manewrowa, nowe miejsca postojowe autobusów, wiaty, stanowiska, poczekalnia, tablice informacyjne, elementy małej architektury.

### Dworzec współczesny
25 lutego 2021 roku PKP SA otworzyły oferty przetargu na rozbiórkę wyeksploatowanego dworca i budowę zupełnie nowego. W 2021 r. rozpoczęła się rozbiórka starego obiektu. Tunel łączący perony z dworcem został zamknięty na czas budowy.
Nowa, większa bryła i z nowoczesnym wykończeniem oraz rozwiązania gwarantujące pasażerom wygodę korzystania – takie założenia przyświecały budowie nowego dworca kolejowo-autobusowego we Włocławku. Zaprojektowano trzykondygnacyjny budynek, w pełni przystosowany do obsługi osób o ograniczonej mobilności, zaplanowano też udogodnienia dla osób niewidomych i niedowidzących w postaci ścieżek prowadzących czy dotykowych map i oznaczeń. Koszt budowy dworca wyliczono na około 26 mln zł, przewidziano dofinansowanie z budżetu państwa. Przetarg na budowę nowego włocławskiego dworca wygrał Budimex z Warszawy. Z 13 złożonych PKP ofert warszawska była najtańsza – oferta na 25 mln 679 tys. zł. Na realizację wszystkich zaplanowanych robót Budimex dostał ponad 540 dni. Przebudowano także i wydłużono perony, zainstalowano windę i system informacji pasażerskiej, ostatecznie prace przy nowym dworcu zakończono w drugiej połowie stycznia 2025 roku.

## Przyszłość stacji
Według informacji opublikowanych przez Centralny Port Komunikacyjny, w ramach programu kolejowego tzw. "10 szprych" dla nowego lotniska, powstać ma szprycha nr 1 będąca przedłużeniem Centralnej Magistrali Kolejowej w kierunku północnym, która połączy Warszawę, CPK, Płock, Włocławek i Trójmiasto.

## Galeria

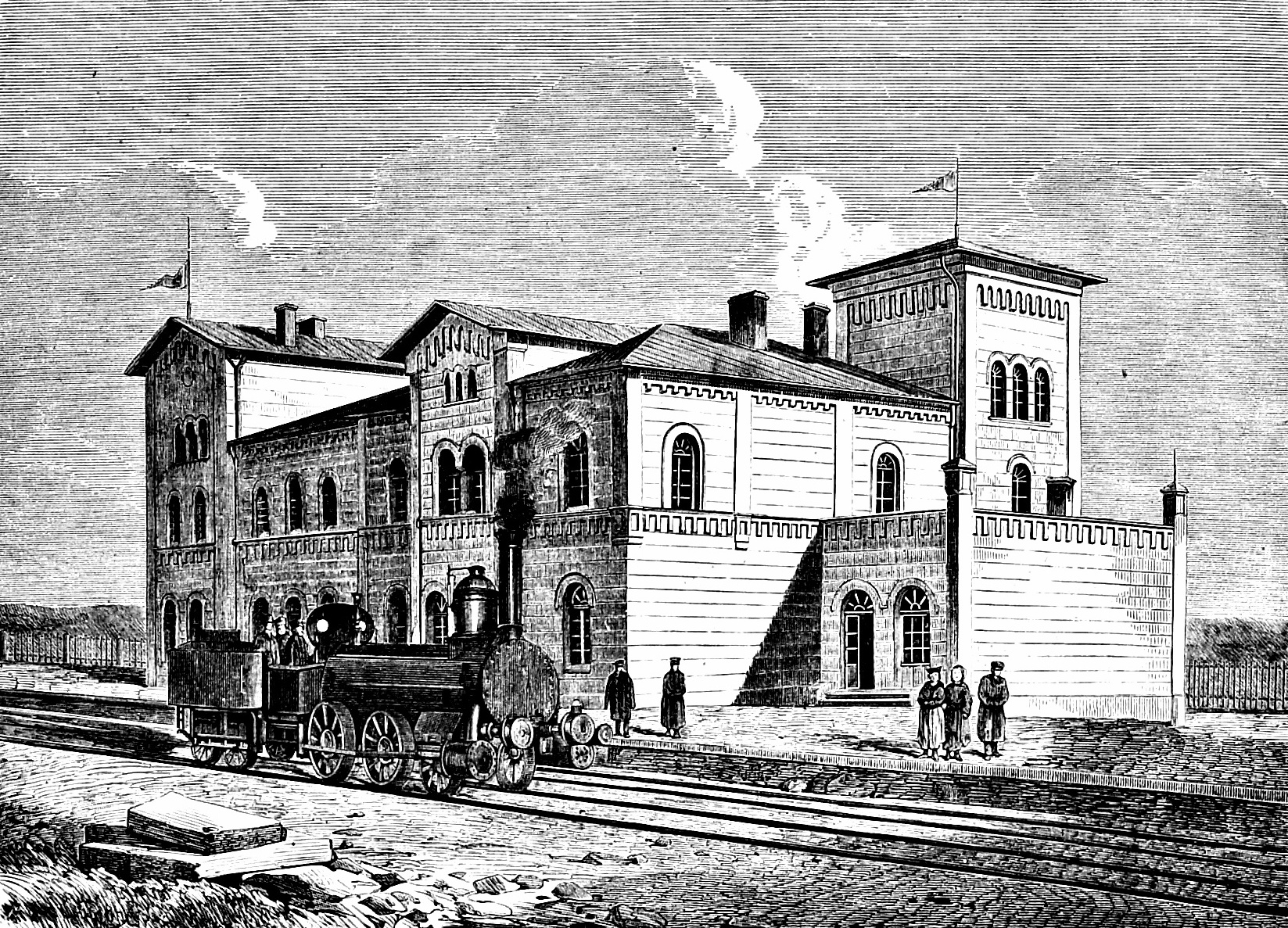
Rycina najstarszego dworca, z 1863 r.
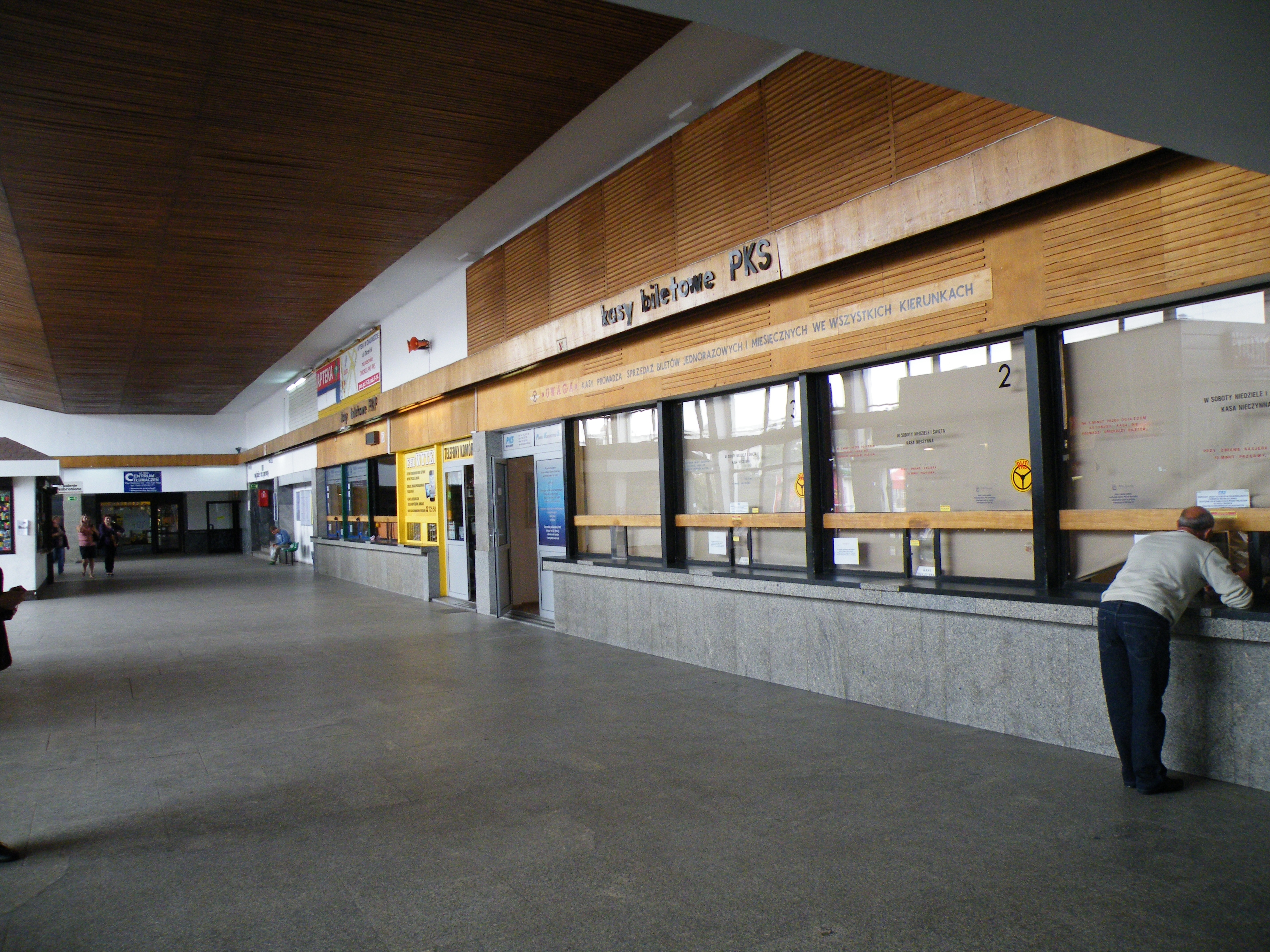
Wnętrze PRL-owskiego dworca kolejowo-autobusowego
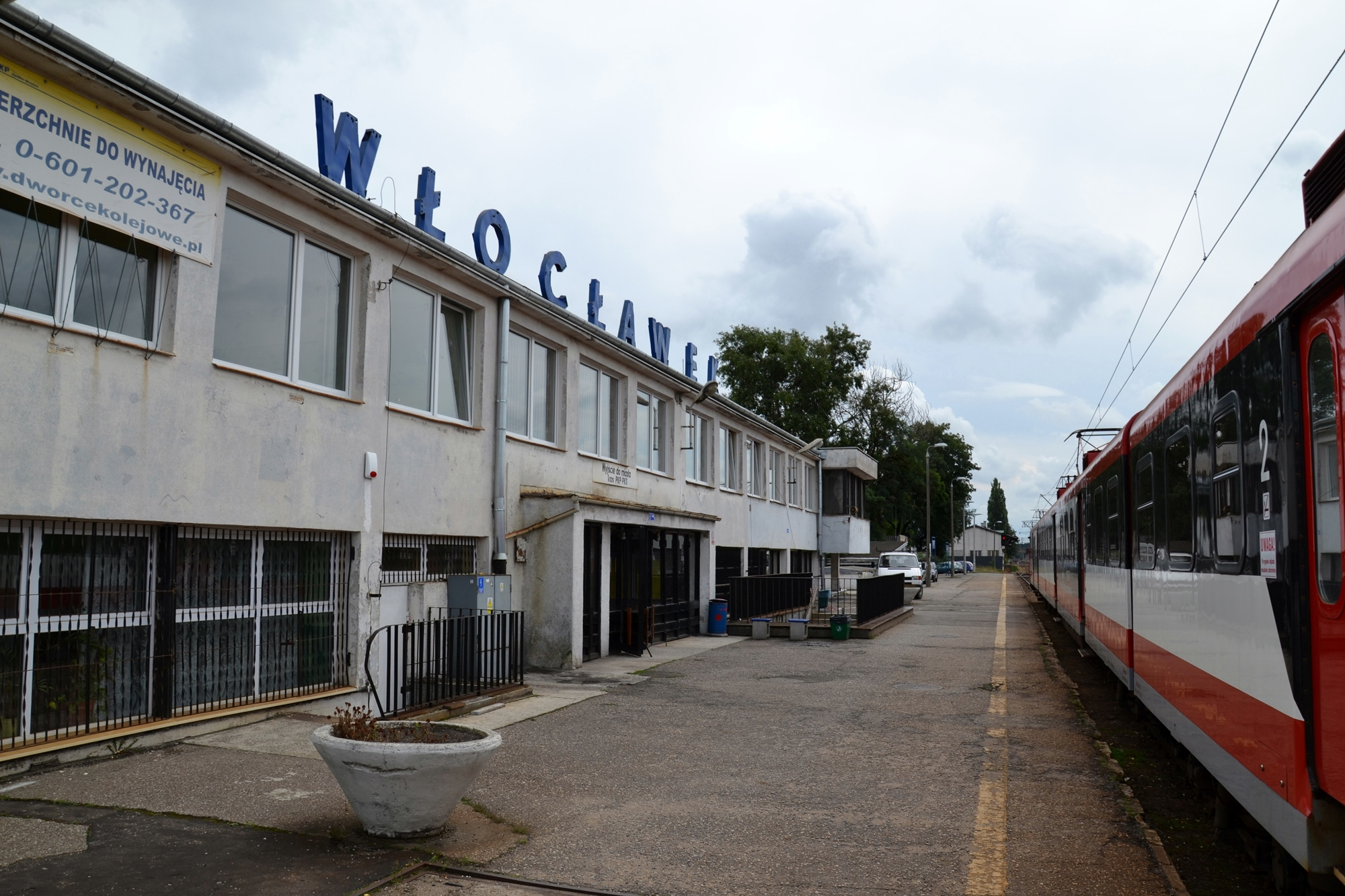
Pierwszy peron PRL-owskiego dworca
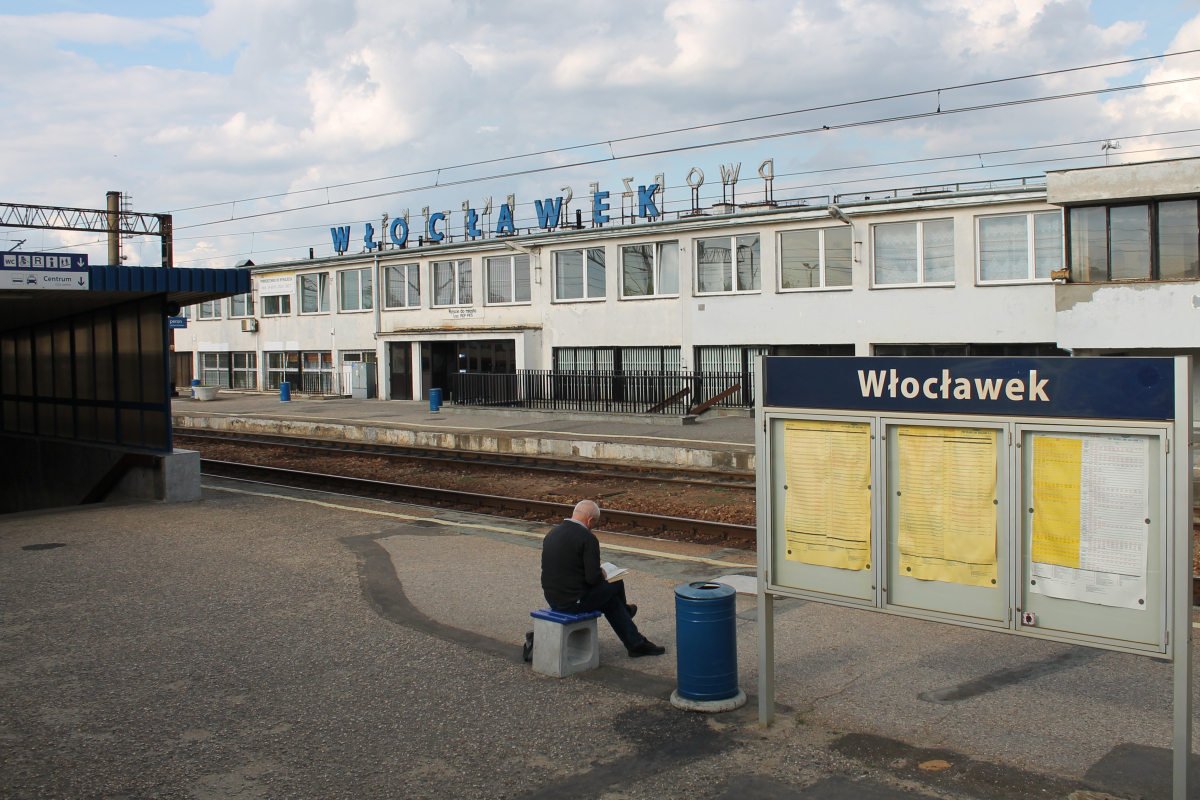
Drugi peron PRL-owskiego dworca
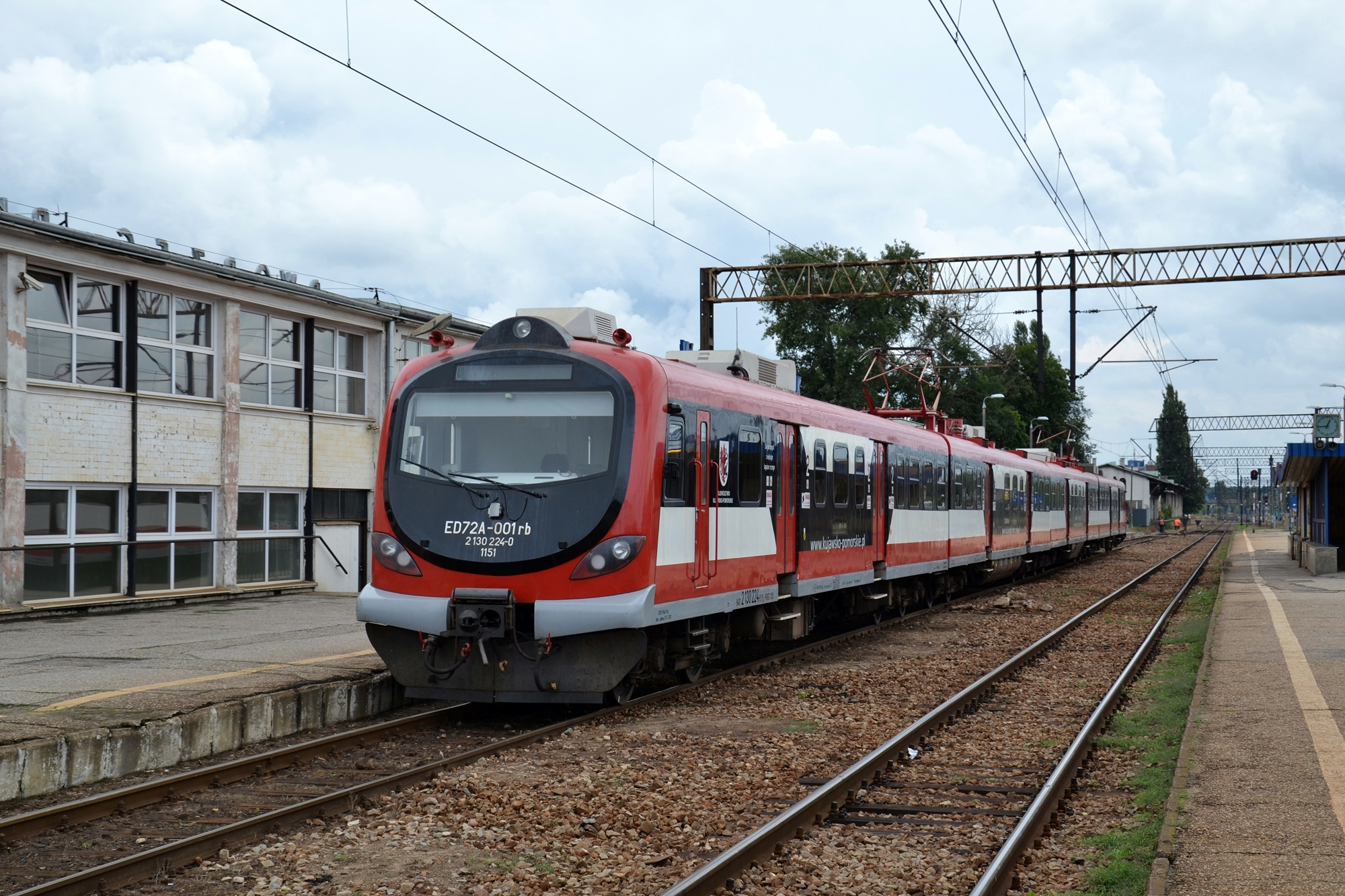
Pociąg ED72A, stojący na peronie PRL-owskiego dworca
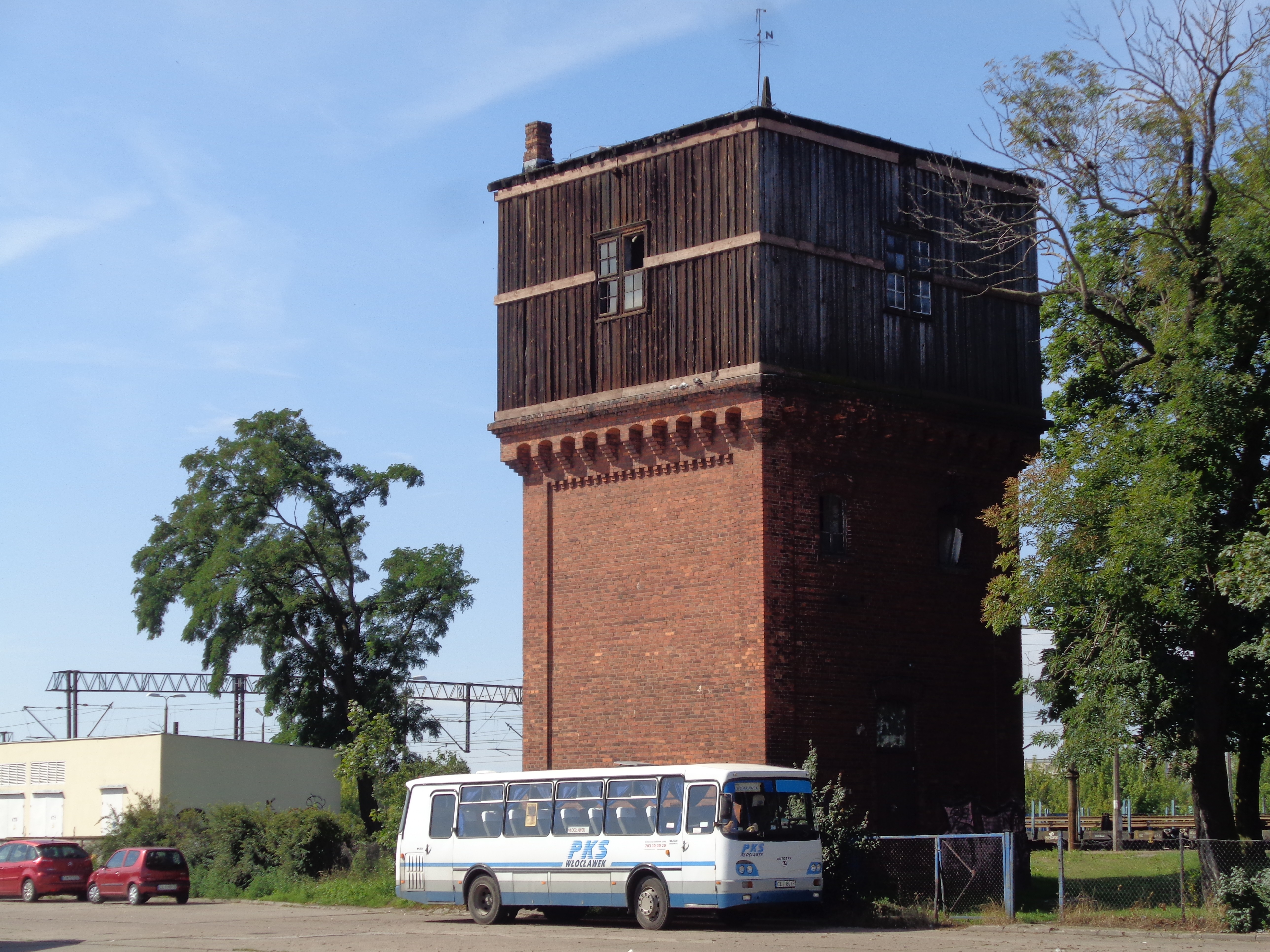
Wieża Ciśnień z 1908 roku
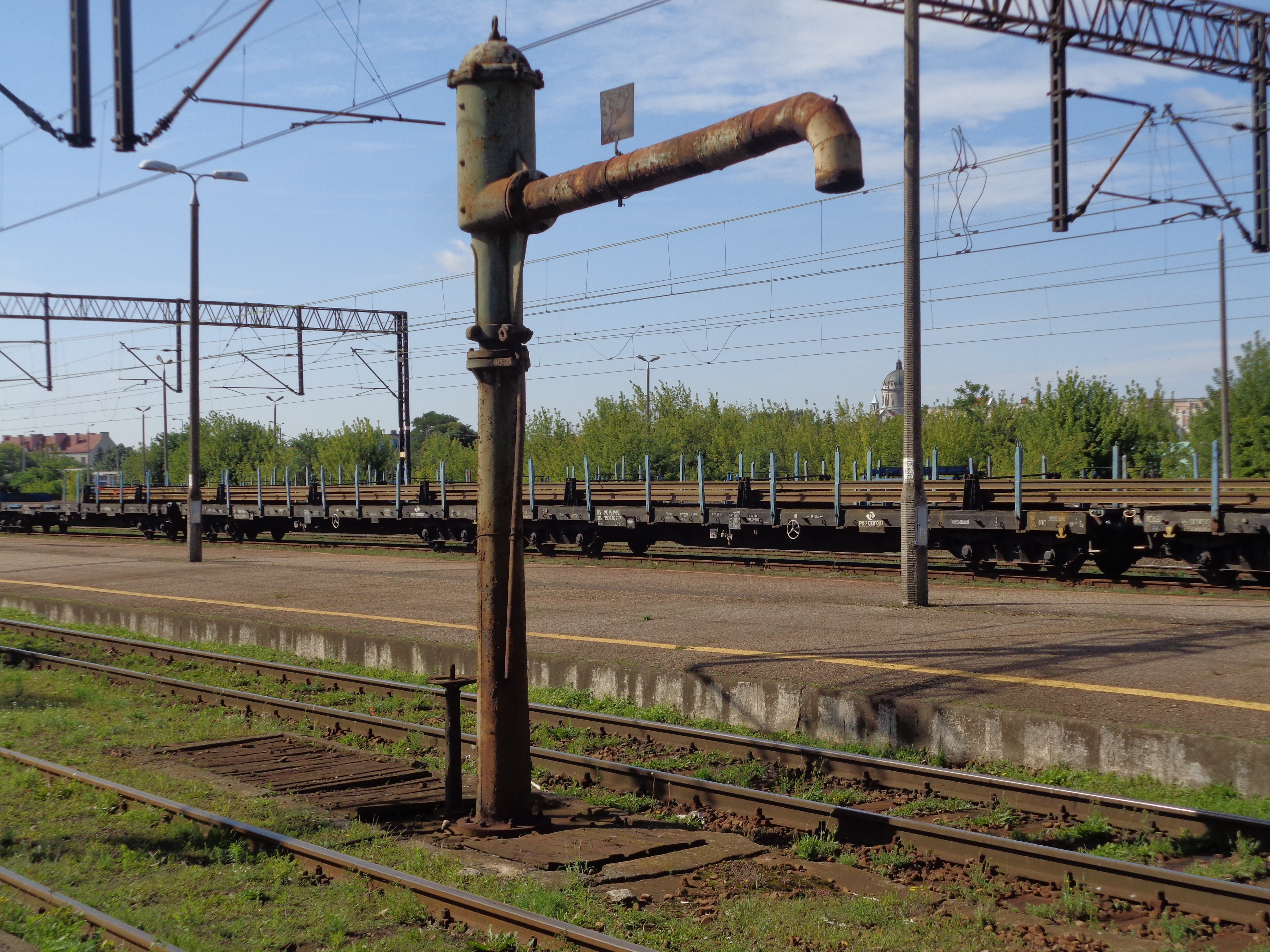
Jeden z dwóch żurawi wodnych z 1943 roku
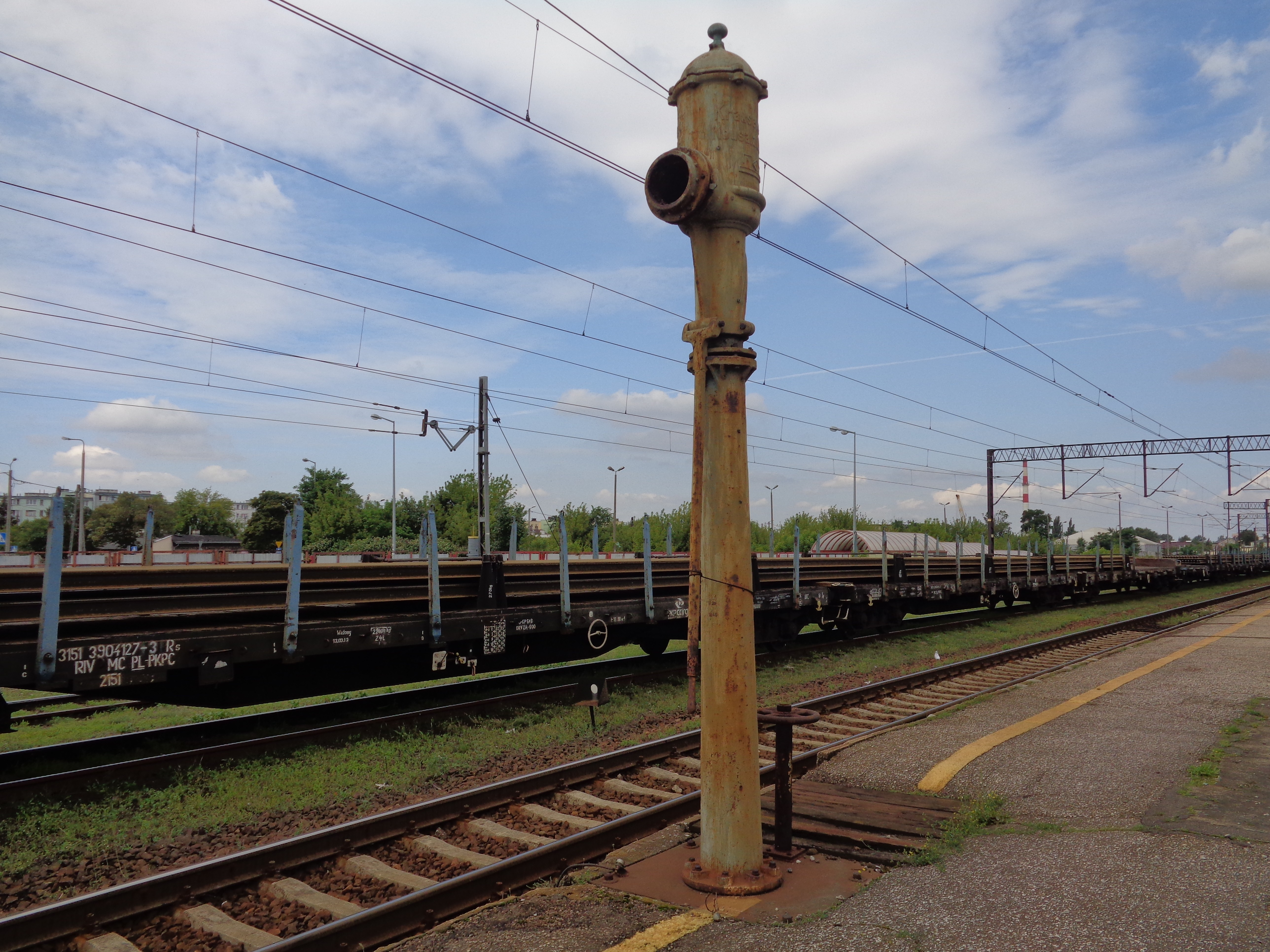
Jeden z dwóch żurawi wodnych z 1943 roku